# 민베이어
민베이어(중국어 정체자: 閩北語, 건녕 로마자: Ma̿ing-bă̤-ngṳ̌, 병음: Mǐnběi yǔ 민베이위[*], 한자음: 민북어) 혹은 민베이화(閩北話)(閩北事)는 중국 푸젠성(福建省) 북부 지방에서 사용되는 중국어의 방언이다. 민어(閩語)의 한 계파로서, 푸젠 북부 지역인 민베이 지구(閩北地區)에서 사용되며, 우이산시(武夷山市), 젠어우시(建甌市), 송시현(松溪縣), 정허현(政和縣), 푸청현(浦城縣) 남부 및 난핑시(南平市) 젠양구(建陽區)와 옌핑구(延平區) 대부분, 순창현(順昌縣) 대부분 지역에 해당한다.

## 역사
복건(푸젠)은 옛날에 백월(百越)의 칠민(七閩)이라고 불린 곳이었다. 전국시대(戰國時代) 말기, 월나라(越)가 초나라(楚)에 망하면서, 왕족이 무리를 이끌고 복건으로 내려와 현지 원주민과 융합하였고 민월족(閩越族)을 형성하고 민월국(閩越國)을 세웠다.이러한 복건 원주민이 구사한 언어를 민월어(閩越語)라고 한다. 현대 언어학자들의 언어 비교 연구에 근거하여, 고대 민월어와 현대 장동어계(壯侗語系) 사이에는 일정한 혈연 관계가 있음을 알 수 있다. 오늘날 여러 민어(閩語) 지파 중에는 '유음무자(有音無字, 음은 있으나 한자는 없음)' 어휘가 많으며, 장동어계 언어 가운데 보유한 기반이 적지 않다.
역사상 민월국은 한때 중원정권이 동남방에 세운 가장 강대한 세력이었으나, 민월문명(閩越文明)의 발상지는 민북(閩北)의 우이산(武夷山, 무이산) 아래였다. 현재 우이산시 싱톈진(興田鎭)의 성촌한상유지(城村漢城遺址)는 민월 역사상 최초의 도성 유적이다. 이로부터 민베이지구는 복건 최초로 개발된 지구임을 알 수 있다.
기원전 110년, 한무제(漢武帝)가 민월국을 멸망시키고 민월인들을 강회(江淮) 유역에 이전시켰다. 이후 한(漢)은 그곳에 군대를 주둔시켜 정착시켰으니, 이들이 복건 최초의 한인들이었다. 이 한군(漢軍)들은 강동(江東)의 오인(吳人)과 강서(江西)의 초인(楚人)이었다. 이들은 자신의 모어인 고오어(古吳語)와 고초어(古楚語) 혹은 고상어(古湘語)를 가지고 복건으로 들어갔다. 이후 피난민, 망명자, 유랑자들이 연이어 복건에 왔으며, 이중 오인들은 선하령(仙霞嶺)에서 포성(浦城)을 경유하여 민북으로 들어왔으며, 초인들은 대부분 무이산을 넘어 민북과 민중(閩中)으로 들어왔다. 이 한인들은 민월인과 접촉하는 과정에서 민월어 요소를 자신의 언어 속에 녹였고, 결국 원시민어(原始閩語)를 탄생시켰다.
203년, 동한 건안(建安) 8년, 현재 건구(建甌, 젠어우) 땅에 건안군(建安郡)이 설치되었다. 이후에 건구는 민북의 정치 문화 중심이 되었다.
서진(西晋) 말년, 영가의 난(永嘉之亂)이 발생하였고, 대량의 중원 한인들이 복건으로 피난을 왔는데, 역사에서 이를 '의관남도(衣冠南渡)'라고 칭하였으며, 혹은 한족 8대 성씨(姓氏)가 이때 들어왔다 해서 팔성입민(八姓入閩)이라고도 한다. 건안군 인구는 급증하여 새로운 이민이 대량의 중원 중국어 음소를 가지고 들어왔다.
당조(唐朝) 말기, 하남(河南) 고시(固始) 츨신 왕심조(王審潮)와 왕심지(王審知) 형제는 군대를 이끌고 복건을 공격하였으며, 후에 민나라(閩)를 세웠다. 왕심지는 재위 기간 중 어진 정치를 펼쳤으며, 대량의 중원 피난민으로 하여금 복건에 와서 정주하도록 지시했다. 이로 인해 많은 중고한어(中古漢語) 음소가 들어왔다. 943년, 민나라 종실 왕연정(王延政)이 건주(建州)에 할거하였고, 은(殷) 나라 황제라고 자칭했으며 복주(福州)의 민나라 황제와 함께 대등하게 대립했다. 이 사건은 민북어 형성에 큰 영향을 주었다.
원시 민어가 여러 지파로 나뉜 시기는 구체적으로 알 수 없어, 현대 언어학계에서는 많은 논의가 있다. 그러나 『집운(集韻)』 중 어음의 분석에서 알 수 있는 것은, 민어 분화 시기가 송(宋) 초기 이전으로, 당시 건주(민북), 복주(민동), 천주(泉州)(민남) 세 방언에 이미 분명한 차이가 발생했다고 본다. 언어학자 이여룡(李如龍)은 각 민어 분화 시기는 당말에서 오대(五代)에 이르는 시기라고 본다. 이여룡은 민북어가 복건 내 가장 이른 시기에 형성된 방언으로, 육조(六朝) 시기에 혀성되었다고 본다.
학계에서는 일반적으로 건구화(建甌話) 혹은 지성화(芝城話)를 민북어 표준음으로 본다. 건구(建甌)는 옛날에 건안군, 건주, 건녕부(建寧府)의 소재지였으며, 민북 정치 문화 중심이었기에, 건구화는 민북화 여러 방언 중에 영향력이 가장 크며, 학자들은 민북어의 대표방언으로 여기지만, 건구화는 또한 성관강(城關腔) 혹은 성관화(城關話)를 표준음으로 삼는다.
남송(南宋) 시기, 범여위(范汝爲)의 기의로 민북 인구가 급감하였고, 오인은 점점 포성으로 이주하였으며, 무주(撫州)와 신주(信州)의 감인(贛\人)이 대량으로 소무(邵武), 장락(將樂) 일대로 이주하였으며. 포성 가운데 북부는 오어(吳語) 구역이 되고, 소무, 장락 일대 민북어는 감어(赣语)로 변화하는 현상이 나타나 소장어(邵将语)가 되었다.
명조(明朝) 중엽, 등무칠(鄧茂七)의 기의로 조정이 사현(沙縣) 남부를 나눠 영안현(永安縣)을 설치했다. 이후 특수 지리 환경과 사회생활로 인하여 영안현과 사현 일대 민북어는 민중어(閩中語)가 되었다.
청조(淸朝) 건륭(乾隆) 60년(1795), 건녕부(建寧府)에서 운서(韻書) 『건주팔음자의편람(建州八音字義便覽)』(간칭 『건주팔음(建州八音)』)을 발행했다. 이 책은 복청(福淸) 출신 임단재(林端材)가 민동어(閩東語) 복주화(福州話) 운서 『척림팔음(戚林八音)』을 모방하여 편찬한 것으로, 역사상 최초의 건구화 운서이다. 1900년, 서구 선교사들이 이 운서를 참조하여 건구부토강로마자(建寧府土腔羅馬字, 틀:Sans-serif)를 제정하고 민북어를 표기했다.
근대 이후, 민북지구 인구 변동이 커지면서, 민북어 여러 방언 간에 큰 차이가 발생했다. 건구가 점차 몰락하면서 건구화 영향이 이전만 못하자, 각지 방언 간의 소통에 어려움이 생겼다. 1949년 중화인민공화국 수립 이후, 정부의 보통화(普通話) 보급으로 연평구(延平區)의 남평관화(南平官話, 남평 관할 내의 관화 방언섬)의 장기 영향으로, 보통화는 남평 전체에 크게 유통되었다. 상대적으로 민북어 사용 범위는 점점 줄고 있다.
현재 민북어에는 고대 한어의 어음 특징과 어휘 및 조어 방식이 포함되어 있다. 예를 들어, 건구화로 '이쁘다(보통화 漂亮)'를 뜻하는 단어는 '雅視(틀:Sans-serif) 혹은 '雅式'이라 하며, '솥(보통화 鍋)'은 '鼎(틀:Sans-serif)'이라 하며, '젓가락(보통화 筷子)'은 '箸(틀:Sans-serif)'라고 하는데, 이는 모두 고대 한어이다.

## 같이 보기
- 중국어
- 민어
- 민남어
- 민동어
- 민중어